# Liubșa, Jîdaciv
Liubșa (în ucraineană Любша) este localitatea de reședință a comunei Liubșa din raionul Jîdaciv, regiunea Liov, Ucraina.

## Demografie
Componența lingvistică a localității Liubșa
     Ucraineană (99,3%)
     Alte limbi (0,7%)
Conform recensământului din 2001, majoritatea populației localității Liubșa era vorbitoare de ucraineană (99,3%), existând în minoritate și vorbitori de alte limbi.